# All Hallows the Great

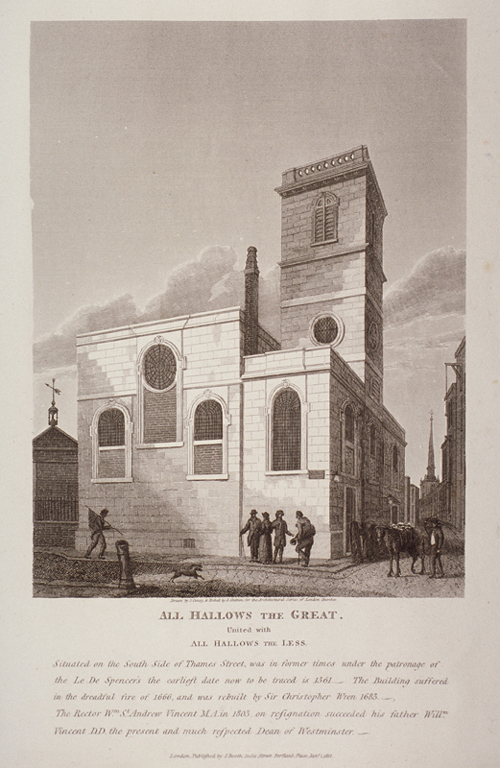
All-Hallows-the-Great (1812)

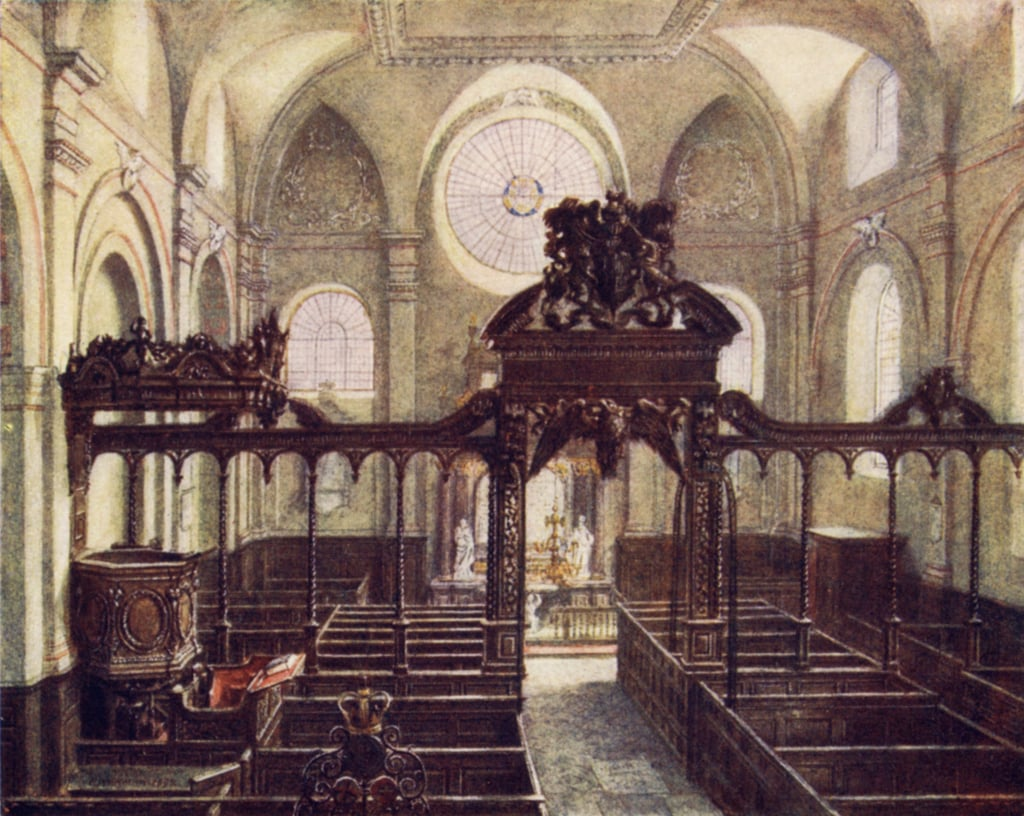
Innenraum, Aquarell von John Crowther (1894)

Wrens Entwurf für All Hallows the Great (1677)

All Hallows the Great  war eine der fünfzig Wren-Kirchen im Londoner Innenstadtbezirk City of London. Die 1681 errichtete Kirche wurde 1894 abgebrochen.

## Geschichte
Die nahe dem Themseufer gelegene und allen christlichen Heiligen geweihte Kirche ist erstmals um das Jahr 1100 als Kirche der Seefahrer und Fernhändler belegt. Zu der Pfarrei gehörten auch die später im benachbarten Stalhof organisierten deutschsprachigen Fernhandelskaufleute der Hanse. An der Kirche, die über einen Kreuzganghof verfügte, wurde 1447 durch Heinrich VI. eine eigene Schule gestiftet.
1666 wurde die mittelalterliche Kirche beim Großen Brand von London zerstört und anschließend ihre Pfarrei mit der benachbarten von All Hallows the Less zusammengelegt. Nach Errichtung einer temporären Kapelle entstand von 1677 bis 1684 nach Plänen von Christopher Wren in einfachen klassischen Bauformen eine Saalkirche, deren nordseitig angebautes niedrigeres Seitenschiff in seinem zweiten Joch durch den eingebauten Turm unterbrochen war. Die Ostansicht enthielt drei gestaffelte rundbogige Fenster, die nachträglich zu Kreisfenstern verkleinert worden waren. Der Kirchenraum war mit einer Voutendecke geschlossen, in die halbkreisförmige Fenster einschnitten. Die durchfensterte Südseite wies eine Blendarkatur in Entsprechung zu den ursprünglich geöffneten Arkaden des abgebrochenen nördlichen Seitenschiffs auf. Die erhaltene Entwurfszeichnung der Kirche zeigt den Innenraum sowie den Kirchturm, der in der ersten Planung aus städtebaulichen Erwägungen mit einem (nicht verwirklichten) kuppelbekrönten Achteckgeschoss abschließen sollte. Im Unterschied zu den meisten der Kirchenbauten Wrens besaß All Hallows eine Chorschranke.
Turm und Nordschiff wurden 1876 aus verkehrstechnischen Gründen zur Verbreiterung der vorbeiführenden Thames Street abgebrochen, der Turm anschließend südseitig neuerrichtet. Ein bereits 1860 verabschiedetes Gesetz zur Reduktion der Zahl der Londoner Pfarrkirchen (Union of the Benefices Act) führte schließlich 1894 zum Abbruch der Kirche Wrens und zur Zusammenlegung der Pfarrei mit der benachbarten von St Michael Paternoster Royal. Die Chorschranke kam nach St Margaret Lothbury, die Kanzel in die neuerrichtete Kirche St Paul’s, Hammersmith. Das Patrozinium wurde auf eine Kirche im Londoner Stadtteil Gospel Oak übertragen, deren Bau mit dem Verkaufserlös errichtet wurde. Der Bauplatz wurde von einer Brauerei besetzt, der stehengebliebene Kirchturm schließlich 1964 abgebrochen.